# Carey Harrison
Carey Harrison (Londres, 1944– 22 de enero de 2025) fue un escritor, crítico, traductor y dramaturgo inglés residente en Estados Unidos.

## Biografía
Hijo de los actores Rex Harrison y Lilli Palmer, creció en Los Ángeles y New York, educándose en esa ciudad en el Lycée Français y en Inglaterra en Harrow School y la Universidad de Cambridge.
Fue el director artístico de The Woodstock Players. Su primera obra, Dante Kaputt, fue escenificada en 1966. También es autor de la miniserie televisiva Freud.
Vivió en Nueva York y fue profesor en el Brooklyn College. 

### Vida personal
Su primera mujer fue la historiadora Mary Chamberlain. Luego estuvo casado con la artista Claire Lambe; con la que tuvo 4 hijos, Rosie (Laurence), Chiara, Faith, y Sam, y una hijastra, Zoe Lambe.

## Novelas
- Freud (1984)
- Richard's Feet (1990)
- Cley (1991)
- Egon (1993)
- Flatbroke and Vine (2005)
- Dog's Mercury (2005)
- A Perfect Innocent (2005)
- Justice (2005)
- Personal Assistant (2006)
- Clear To Kill (2006)
- As An Unperfect Actor On The Stage (2006)

## Piezas teatrales
- Dante Kaputt! (1966)
- Twenty-Six Efforts at Pornography (1968)
- Servant of Two Masters (from Goldoni) (1978)
- In a Cottage Hospital (1969)
- Wedding Night (from Gert Hoffmann) (1969)
- Lovers (1970)
- Shakespeare Farewell (1970)
- The Bequest (1971)
- I Never Killed My German (1979)
- A Short Walk To The Stars (con Jeremy Paul) (1979)
- Visitors (con Jeremy Paul) (1980)
- A Night on the Tor (1980)
- A Suffolk Trilogy: 3 Plays for Radio (1982)
- Who's Playing God? (1983)
- I Killed Jacques Brel (1984)
- From the Lion Rock & the Sea Voyage Trilogy: Plays for Radio (1989)
- Mr Pope's Toilet (1990)
- The Water-Cure (1991)
- Newton In Love (1992)
- Last Thoughts Upon St. Paules (1993)
- Self-Portrait With Dog (1993)
- A Walk in the Bois (1993)
- The Empress Wu, The Concubine Wang (1994)
- St. Agnes' Eve (1995)
- For A Son (1995)
- A Call From The Dead (1995)
- The Psychiatrist's Tale (1996)
- East of the Sun (2000)
- Richard's Feet (2003)
- Hitler in Therapy (2005)
- A Cook's Tour of Communism (2008)
- Breakfast With Stalin (2008)
- Scenes From a Misunderstanding (2009)
- Bad Boy (2009)
- Midget In A Catsuit Reciting Spinoza (2009)
- Magus (2010)

## Guiones
- The Sea Change (1965)
- Sabbatical (1968)
- The Godson (1981)
- Imaginary Friends (1981)
- Jumping The Queue (1984)
- I Never Killed My German (1986)
- French Cricket (con Jeremy Paul) (1986)
- William (1987)
- Cley (1988)
- Borgia (1990)
- Egon (1995)
- Breaking Up (Is Hard To Do) (2007)
- The Stand-In (con John Keller) (2008)